# Nelson Diniz
Nelson Diniz, (Porto Alegre, 15 de novembro de 1963), é um autor e ator brasileiro de teatro, cinema e televisão. Recebeu o Prêmio APTC de Melhor Profissional do Cinema Gaúcho, em 1999. Como autor, participou da antologia da Oficina de Criação Literária do Curso de Pós-graduação em Letras, da PUCRS: Contos de Oficina 11, com os contos Caixinha vermelha, O cego e O bicho. Para Teatro escreveu: O caminho das coisas e A porta.

## Carreira

### Na televisão
- 2011 Insensato Coração - Afrânio
- 2009 Decamerão - A Comédia do Sexo - Abade
- 2009 Força-Tarefa - Membro da quadrilha
- 2008 Queridos Amigos - Nênê (Oscar Garcia da Silva)
- 2007 Paraíso Tropical - Delegado Silveira
- 2003 A Casa das Sete Mulheres - Barão de Caxias
- 2001 Brava Gente - O Comprador de Fazendas
- 2001 Contos de Inverno - Diretor de publicidade/Paulo
- 1999 Luna caliente - Gamboa

### No cinema
- 2022 Vai Dar Nada - Josué
- 2017 Yonlu
- 2007 Rummikub
- 2006 Sketches - Homem na Prisão
- 2005 Super Flufi
- 2005 A Última Onda - Pescador
- 2005 Sal de Prata - João Batista
- 2003 O Homem que Copiava - Cobrador do ônibus
- 2002 Vaga-lume - Pai
- 2001 Netto Perde Sua Alma - Teixeira
- 2001 Snake
- 2001 Diário de Um Novo Mundo - Blas Gascon
- 2000 Dois Filmes em Uma Noite
- 2000 Intestino Grosso
- 2000 O Sanduíche
- 2000 Tolerância - Teodoro
- 1999 O Velho do Saco - Delegado
- 1999 O Oitavo Selo - Doctor
- 1999 Até - Lúcio
- 1999 Um Estrangeiro em Porto Alegre - Albert Camus
- 1998 Paulo e Ana Luiza em Porto Alegre - Paulo
- 1997 Anahy de las Misiones

### No Teatro
- Besame mucho'
- O bandido e o cantador
- O pagador de promessas
- Toda nudez será castigada